# Ana Carolina Vieira
Ana Carolina Vieira (São Paulo, 24 de outubro de 2001) é uma nadadora brasileira. Ela representou o Brasil nas Olimpíadas de Verão de 2020.

## Carreira

### Começo
Ana Vieira demonstra interesse pela natação desde sua infância. Enquanto vivia em Ubatuba, tinha um forte desejo de compartilhar experiências no mar com seus pais. Atendendo a esse desejo, seus pais a matricularam em uma escola de natação, onde sua jornada no esporte iniciou-se.
Seu talento chamou a atenção do treinador Marcos Iacopi, especializado em maratonas aquáticas, que frequentemente buscava talentos em Ubatuba. Ana começou a focar em provas de longa distância sob sua orientação.
Aos 10 anos, Ana e sua família se mudaram para a capital de São Paulo, onde ela ingressou no Corinthians para aprimorar suas habilidades na natação. No clube, concentrou-se em provas de velocidade e, com dedicação, conquistou títulos brasileiros e sul-americanos.
No ano de 2014, encerrou a temporada como vice-campeã brasileira na prova de 100 metros peito, alcançando a segunda posição no ranking nacional. Com o tempo, desenvolveu suas habilidades em diversas outras provas e se estabeleceu como uma nadadora de alta velocidade.
Dois anos mais tarde, Ana se destacou nos Jogos Escolares, uma competição que reúne estudantes com idades entre 15 e 17 anos. Na ocasião, Ana Vieira conquistou medalhas de ouro em várias provas, além de integrar equipes vitoriosas em revezamentos.

### Olimpíadas
O primeiro ano significativo na carreira de Ana ocorreu em 2018. Nessa época, a atleta fez a mudança de São Paulo para Belo Horizonte e começou a treinar no Minas Tênis Clube. Sob a orientação desse novo clube, Ana Vieira conseguiu a oportunidade de competir nas provas de 50 metros e 100 metros peito, bem como 50 metros, 100 metros e 200 metros livre, além de participar de equipes de revezamento, nos Jogos Olímpicos da Juventude, que aconteceram em Buenos Aires.
Na Argentina, ela alcançou um feito notável, conquistando duas medalhas de prata. Uma delas foi obtida no revezamento 4×100 metros livre misto, enquanto a outra foi conquistada no revezamento 4×100 metros livre feminino, ao lado de Rafaela Raurich, Maria Luiza Pessanha e Fernanda de Goeij. Essa última medalha foi de grande importância para o cenário da natação feminina, por marcar a primeira vez na história desse esporte em que um revezamento feminino subiu ao pódio em uma competição de alcance mundial.
O percurso de Ana Vieira na natação continuou a evoluir. No entanto, ela não foi convocada para participar dos Jogos Pan-Americanos de Lima em 2019. Em 2020, retornou a São Paulo para nadar pelo Clube Pinheiros.

### 2021
O ano de 2021 trouxe novos desafios. A pausa causada pela pandemia se revelou benéfica para Ana Vieira. Na Seletiva Olímpica de Natação, realizada em abril, a nadadora alcançou o segundo lugar nos 100 metros livres, com o tempo de 54s89, superando nadadoras experientes em competições olímpicas, como Etiene Medeiros e Daynara de Paula, e ficando atrás apenas de Larissa Oliveira, a qual é recordista sul-americana na distância.
Esse desempenho representou a primeira vez que Ana Vieira conseguiu um tempo abaixo de 55 segundos. Por uma margem estreita de cinco centésimos, ela não conseguiu atingir o índice necessário para competir na prova individual nas Olimpíadas.
No entanto, o segundo lugar permitiu que ela participasse da seletiva para o revezamento 4×100 metros. A equipe feminina do Brasil ainda não havia assegurado uma vaga direta em nenhuma prova conjunta. Das 16 vagas disponíveis, 12 já estavam definidas, e as quatro restantes seriam concedidas aos quatro melhores tempos do ranking mundial.
Juntamente com Etiene Medeiros, Larissa Oliveira e Stephanie Balduccini, Ana Vieira fez uma excelente apresentação, contribuindo para a melhoria do tempo da equipe, que ficou em 3min38s59. Essa marca representou a segunda melhor desempenho na história do revezamento 4×100 metros feminino.
As quatro atletas tiveram que torcer para que o tempo obtido na Seletiva fosse um dos quatro melhores mundialmente, a fim de garantir uma das vagas restantes. No início de junho, a Federação Internacional de Natação (FINA) confirmou a convocação da equipe de revezamento 4×100 metros livre feminino do Brasil para os Jogos Olímpicos de Tóquio 2020. Ana Vieira estará presente nos Jogos de Tóquio com Etiene Medeiros, Larissa Oliveira e Stephanie Balduccini para representar o Brasil no revezamento 4×100 metros livre feminino.

### 2024
Classificada para os Jogos Olímpicos de 2024, em Paris, chegou a disputar uma prova de revezamento 4×100 metros. Contudo, foi expulsa da competição em 27 de julho, um dia após a abertura, acusada de supostos atos de indisciplina segundo o Comitê Olímpico do Brasil.

## Resultados[1]
| Data                   | Evento | Tempo/Resultado | Liga                                              |
| ---------------------- | --- | --- | ------------------------------------------------- |
| 23 de outubro de 2023  | 100 m livre feminino – Eliminatórias – Ana Carolina Vieira – Stephanie Balduccini - Celine Bispo                                        | 2º lugar geral / 54s89 / Classificada para a final A - 3º lugar geral / 54s96 / Classificada para a final A - 12º lugar geral / 57s15 / Classificada para a final B | Jogos Pan-Americanos - Natação                    |
| 22 de outubro de 2023  | 200 m livre feminino – Eliminatórias – Ana Carolina Vieira – Stephanie Balduccini - Maria Fernanda Costa                                | 4º lugar / 2min01s25 / classificada para a final - 3º lugar / 2min01s23 / classificada para a final                                                                 | Jogos Pan-Americanos - Natação                    |
| 3 de março de 2023     | 50m Borboleta Feminino – Classificatória — Ana Carolina Vieira                                                                          | 45º lugar / 29s19 / fora da final | Etapa de Fort Lauderdale do TYR Pro Swim Series   |
| 3 de março de 2023     | 50m Peito Feminino – Classificatória — Ana Carolina Vieira                                                                              | 12º lugar / 32s41 / fora da final | Etapa de Fort Lauderdale do TYR Pro Swim Series   |
| 3 de março de 2023     | 200m Livre Feminino – Classificatória — Ana Carolina Vieira — Giovana Reis Medeiros                                                     | 39º lugar / 2min06s70 / fora da final - 15º lugar / 2min02s48 / fora da final                                                                                       | Etapa de Fort Lauderdale do TYR Pro Swim Series   |
| 2 de dezembro de 2022  | 100 m peito feminino – Final — Ana Carolina Vieira                                                                                      | Bronze / 1m08s50 | US Open de natação                                |
| 2 de dezembro de 2022  | 100 m peito feminino — Classificatórias — Ana Carolina Vieira — Jhennifer Conceição                                                     | 4º lugar / 1min09s20 / classificada para final - 14º lugar / 1min10s19                                                                                              | US Open de natação                                |
| 5 de novembro de 2022  | 50 m peito feminino — Jheniffer Conceição — Ana Carolina Vieira                                                                         | 4º lugar/ 30s32 - 7º lugar/ 30s96 | Etapa de Indianápolis da Copa do Mundo de natação |
| 5 de novembro de 2022  | 100 m livre feminino – eliminatórias — Ana Carolina Vieira                                                                              | 20º lugar / 54s83 | Etapa de Indianápolis da Copa do Mundo de natação |
| 5 de novembro de 2022  | 50 m peito feminino – eliminatórias — Jheniffer Conceição — Ana Carolina Vieira                                                         | 4º lugar / 30s75 / classificada para final - 5º lugar / 30s76 / classificada para final                                                                             | Etapa de Indianápolis da Copa do Mundo de natação |
| 4 de novembro de 2022  | 100 m peito feminino – eliminatórias — Ana Carolina Vieira                                                                              | 12:49 | Etapa de Indianápolis da Copa do Mundo de natação |
| 4 de novembro de 2022  | 200 m livre feminino – eliminatórias — Ana Carolina Vieira                                                                              | 11:14 | Etapa de Indianápolis da Copa do Mundo de natação |
| 3 de novembro de 2022  | 50 m livre feminino – eliminatórias — Stephanie Balduccini — Ana Carolina Vieira                                                        | 20º lugar / 25s32 / eliminada - 24º lugar / 25s48 / eliminada | Etapa de Indianápolis da Copa do Mundo de natação |
| 30 de outubro de 2022  | 100 m livre feminino – eliminatórias — Julia Goes — Maria Paula Heitmann — Clarissa Rodrigues — Giovanna Diamante — Ana Carolina Vieira | 30º lugar / 57s18 - 21º lugar / 56s33 - 28º lugar / 57s11 - 10º lugar / 54s35 - 9º lugar / 54s31                                                                    | Etapa de Toronto da Copa do Mundo de natação      |
| 30 de outubro de 2022  | 50 m peito feminino – eliminatórias — Ana Carolina Vieira                                                                               | 4º lugar / 30s67 / classificada para final | Etapa de Toronto da Copa do Mundo de natação      |
| 29 de outubro de 2022  | 100 m costas feminino – Final — Ana Carolina Vieira                                                                                     | 8ª / 1:06.19, | Etapa de Toronto da Copa do Mundo de natação      |
| 29 de outubro de 2022  | 200 m livre feminino – eliminatórias — Giovanna Diamante — Maria Paula Heitmann — Ana Carolina Vieira                                   | 8º lugar / 1min58s19 / classificada para a final - 15º lugar / 1min59s41                                                                                            | Etapa de Toronto da Copa do Mundo de natação      |
| 28 de outubro de 2022  | 50 m livre feminino – eliminatórias — Julia Goes — Clarissa Rodrigues — Ana Carolina Vieira                                             | 21º lugar / 25s80 - 20º lugar / 25s77 - 11º lugar / 25s02 | Etapa de Toronto da Copa do Mundo de natação      |
| 4 de outubro de 2022   | Natação – 50 m peito feminino – Final — Jhennifer Conceição — Ana Carolina Vieira                                                       | OURO/ 31s15 - PRATA/ 31s16 | Jogos Sul-Americanos                              |
| 4 de outubro de 2022   | Natação – 50 m peito feminino — Jheniffer Conceição — Ana Carolina Vieira                                                               | 1º lugar / 31s34 / RC / classificada para a final - 2º lugar / 31s76 / classificada para a final                                                                    | Jogos Sul-Americanos                              |
| 2 de outubro de 2022   | Natação – 100 m peito feminino – Final — Jhennifer Conceição — Ana Carolina Vieira                                                      | Bronze - Prata | Jogos Sul-Americanos                              |
| 2 de outubro de 2022   | Natação – 100 m peito feminino – Eliminatórias vs Jhennifer Conceição vs Ana Carolina Vieira                                            | 2º lugar / 1min10s23 / classificada para a final - 3º lugar / 1min10s25 / classificada para a final                                                                 | Jogos Sul-Americanos                              |
| 29 de maio de 2022     | 100 m livre feminino x Ana Carolina Vieira                                                                                              | 55.77 - 13º lugar | Etapa de Canet do Mare Nostrum                    |
| 29 de maio de 2022     | 50 m peito feminino x Ana Carolina Vieira                                                                                               | 32.21 - 11º lugar | Etapa de Canet do Mare Nostrum                    |
| 28 de maio de 2022     | 100 m peito feminino – Eliminatória x Ana Carolina Vieira                                                                               | 1:10.03 - 14º lugar | Etapa de Canet do Mare Nostrum                    |
| 26 de maio de 2022     | 50 m peito feminino – Eliminatória x Ana Carolina Vieira                                                                                | 15º lugar - 32s05 | Etapa de Barcelona do Mare Nostrum                |
| 25 de maio de 2022     | 100 m peito feminino – Eliminatória x Ana Carolina Vieira                                                                               | 1:11.15 - 29º lugar - eliminada | Etapa de Barcelona do Mare Nostrum                |
| 25 de maio de 2022     | 100 m livre feminino – Eliminatória x Ana Carolina Vieira                                                                               | 56.08 - 19º lugar - eliminada | Etapa de Barcelona do Mare Nostrum                |
| 28 de novembro de 2021 | Natação – 100 m livre feminino x Ana Carolina Vieira                                                                                    | 12:00 | Jogos Pan-Americanos Júnior                       |
| 27 de novembro de 2021 | Natação – 200 m livre feminino – Eliminatória x Ana Carolina Vieira                                                                     | 12:00 | Jogos Pan-Americanos Júnior                       |
| 27 de junho de 2021    | 50 m livre feminino x Ana Carolina Vieira                                                                                               | 33º lugar - 26s40 | Torneio Settecolli de natação                     |
| 26 de junho de 2021    | 100 m livre feminino x Ana Carolina Vieira                                                                                              | 55s17 | Torneio Settecolli de natação                     |
| 25 de junho de 2021    | 200 m livre feminino x Ana Carolina Vieira                                                                                              | 2m00s02 | Torneio Settecolli de natação                     |
| 2020                   | Revezamento 4x100 m livre feminino | n/a | Jogos Olímpicos de Tóquio                         |
| 9 de outubro de 2018   | 100m peito feminino – Eliminatórias x Ana Carolina Vieira                                                                               | 1:12.57 | Jogos Olímpicos da Juventude - Natação            |
| 8 de outubro de 2018   | 100m livre feminino – Semifinal x Ana Carolina Vieira                                                                                   | 57.00 (17ª) | Jogos Olímpicos da Juventude - Natação            |